# Lck

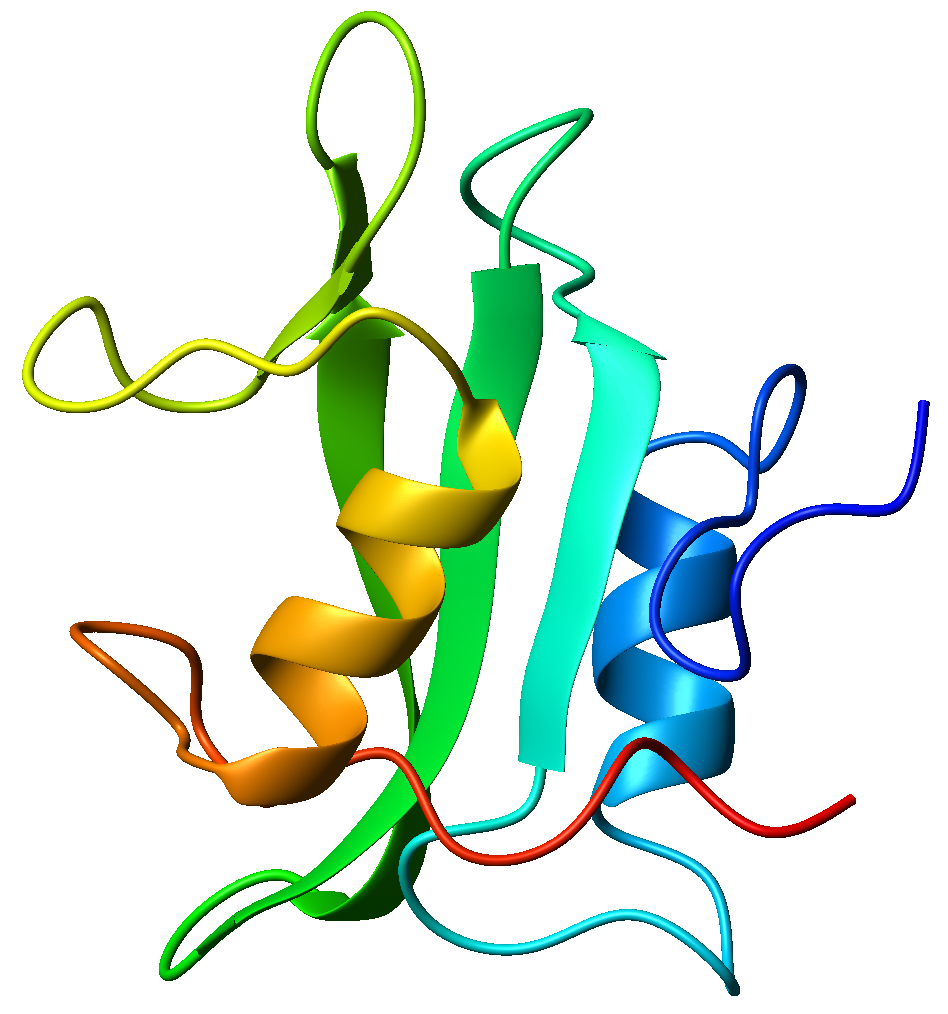
P56-lck tyrosin kinása

Lck (neboli lymphocyte-specific tyrosine kinase, dříve známá jako p56lck) je protein-tyrosin kináza ze skupiny SRC kináz, která hraje významnou roli v aktivaci T lymfocytů. LCK se nachází v cytoplazmě lymfocytů, kde asociuje s cytoplazmatickými konci ko-receptorů CD4 a CD8. Po navázání antigenu na T buněčný receptor (TCR), LCK fosforyluje cytoplasmatické konce TCR a následně i molekulu Zap-70 kinázy. Takto LCK spouští signální kaskádu vedoucí k aktivaci T buněčné odpovědi. Proto je množství a aktivita LCK v buňce zásadním kritériem pro vnímavost T buňky k antigenu.

## Struktura
LCK je cytoplazmatická kináza o velikosti 56 kDa. LCK na svém N-terminálním úseku má post-translačně připojeny zbytky kyselin myristové a palmitové, což umožňuje její zakotvení do membrány. Na N-terminální úsek dále navazuje motiv umožňující připojení k CD4 a CD8 ko-receptorům. Další části kinázy jsou regulační domény SH3 a SH2. Blíže C konci se nachází SH1 doména, hlavní enzymově aktivní katalytická doména. Na SH1 doméně se také nachází tyrosinový zbytek, jehož fosforylace vede k aktivaci LCK. Na C-konci LCK je krátká regulační oblast, jejíž fosforylace vede k inhibici aktivity LCK kinázy.

## Signalizace
LCK je konstitutivně asociována s cytoplazmatickými doménami koreceptorů CD4 a CD8. Po rozpoznání komplexu MHC:antigenu TCR receptorem, TCR hledá koreceptor s navazanou katalyticky aktivní LCK. Po přiblížení TCR ke koreceptoru s LCK, LCK fosforyluje tyrosinové zbytky v rámci ITAM motivů (Immunoreceptor Tyrosine-based Activation Motif) na CD3 a ζ řetězcích TCR komplexu. Na takto fosforylované ITAM motivy se váže molekula ZAP-70, která je zde aktivována pomocí LCK kinázy. Aktivovaná ZAP-70 fosforyluje další adaptorové proteiny, čímž dochází ke spuštění přenosu aktivačního signálu.

## Regulace
Jelikož LCK nastartovává TCR signalizaci vedoucí k aktivaci T lymfocytu, její aktivita musí být regulována, aby nedocházelo k abnormální aktivaci buněk. LCK je udržovaná v inaktivním stavu CSK kinázou. CSK kináza fosforyluje tyrosinový zbytek v C terminální části LCK, čímž dochází k vazbě vlastní SH2 domény LCK kinázy do jejího aktivního místa a inhibici jeií aktivity. Při absenci CSK dochází k abnormální TCR signalizaci v důsledku hyperaktivní činnosti LCK.
Opačnou roli v regulaci LCK má CD45. CD45 defosforyluje tyrosinový zbytek SH2 domény, tím dochází k uvolnění enzymově aktivního místa a aktivování LCK kinázy. Ztráta CD45 vede k snížení množství aktivní LCK kinázy a tím ke snížení TCR signalizace.